# WWE Universal Championship
WWE Universal Championship là một chức vô địch hạng nặng thế giới được tạo ra và phát triển bởi công ty đấu vật chuyên nghiệp Hoa Kỳ WWE, dành cho thương hiệu SmackDown. Kể từ tháng 4 năm 2022, danh hiệu này đã được hợp nhất và bảo vệ chung với WWE Championship với tên gọi là Undisputed WWE Championship , nhưng cả hai danh hiệu đều duy trì dòng dõi riêng của mình. Đây là một trong ba danh hiệu thế giới thuộc dàn sao chính WWE, cùng với WWE Championship tại SmackDown, và chức vô địch WWE World Heavyweight Championship trên Raw . Nhà vô địch hiện tại là Cody Rhodes , người đang trong lần đầu tiên giữ đai. Anh đã giành được danh hiệu này sau khi đánh bại nhà vô địch trước đó là Roman Reigns trong trận đấu Bloodline Rules tại WrestleMania XL Night 2 vào ngày 7 tháng 4 năm 2024. .[1] 
Chức vô địch được đặt theo tên của WWE Universe (cụm từ WWE chỉ người hâm mộ của họ), được giới thiệu vào ngày 25 tháng 7 năm 2016 và trở thành đai vô địch hàng đầu của thương hiệu Raw. Việc chức vô địch ra đời là do việc tái mở rộng và chuyển đổi thương hiệu vào ngày 19 tháng 7 năm 2016, trong đó WWE Championship, danh hiệu thế giới hàng đầu và nguyên bản của Raw, được chuyển sang SmackDown. Nhà vô địch đầu tiên là Finn Bálor. Kể từ khi được giới thiệu, các trận đấu tranh đai đã quảng bá rầm rộ cho một số sự kiện pay-per-view, bao gồm 2017, 2018, 2019, 2020, 2021, WrestleMania 34, đêm 2 WrestleMania 37, và đêm 2 WrestleMania 38, cả hai sự kiện nêu trên đều là "Ngũ trụ" pay-per-view của WWE, với WrestleMania là sự kiện hàng đầu WWE.

## Lịch sử

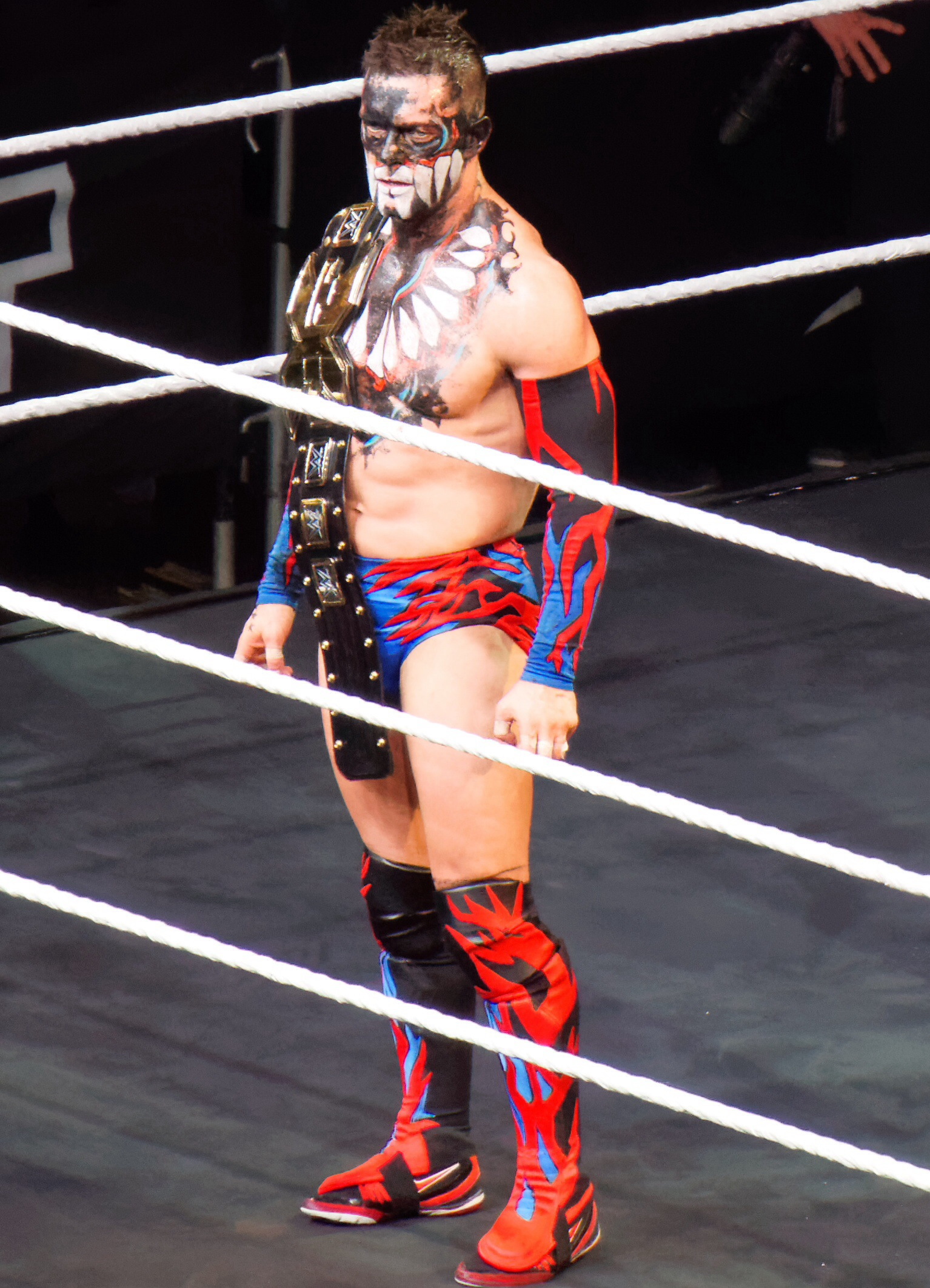
Nhà vô địch đầu tiên Finn Bálor, trong hình là anh đang hoá trang thành nhân vật "Ác Quỷ" (Demon), và giành chiến thắng đai vô địch

Vào giữa năm 2016, WWE giới thiệu sự trở lại của phân chia thương hiệu, trong đó chương trình phân chia thành hai thương hiệu chính Raw và SmackDown của họ, được đại diện bởi các chương trình cùng tên (lần mở rộng thương hiệu trước đó kết thúc vào năm 2011). WWE draft 2016 được diễn ra tại SmackDown Live ngày 19 tháng 7 năm 2016 và WWE World Champion Dean Ambrose được draft sang SmackDown Live. Tại Battleground vào ngày 24 tháng 7, Ambrose bảo vệ thành công danh hiệu trong trận đấu ba người với những người được draft từ Raw Seth Rollins và Roman Reigns, mà Raw hiện không có chức vô địch thế giới. Khi Dean Ambrose giữ lại danh hiệu, Raw không có danh hiệu thế giới. Sau đó, người đứng đầu Raw Stephanie McMahon và tổng giám đốc Raw Mick Foley tạo ra một chức vô địch mới (WWE Universal Championship) vào đêm tiếp theo tại Raw để phục vụ như chức vô địch hàng đầu của brand. Theo Mick Foley, danh hiệu này được đặt tên theo danh dự của WWE Universe, cái tên mà WWE để chỉ lượng khán giả hâm mộ của mình.
Nhà vô địch đầu tiên được trao đai tại SummerSlam vào ngày 21 tháng 8 năm 2016 trong trận đấu không áp dụng luật phạm quy; Seth Rollins được đặt cách vào trận đấu đó, vì anh không bị đè tại Battleground, trong khi đối thủ của anh được xác định bằng hai trận đấu bốn người tại Raw, với việc người thắng sẽ đấu nhau trong trận đấu 1 đấu 1. Finn Balor thắng trận bốn người đầu tiên khi đánh bại Cesaro, Kevin Owens, và Rusev, trong khi Roman Reigns thắng trận thứ hai khi đánh bại Chris Jericho, Sami Zayn, và Sheamus. Finn Balor sau đó đánh bại Roman Reigns và được vào trận tranh đai tại SummerSlam. Tại SummerSlam, Finn Balor đánh bại Seth Rollins để trở thành nhà vô địch đầu tiên. Balor là đô vật WWE đầu tiên giành một chức vô địch thế giới trong lần ra mắt pay-per-view cũng như giành được danh hiệu thế giới đầu tiên trong chưa đầy một tháng kể từ khi ra mắt dàn sao chính WWE. Tuy vậy, trong trận đấu, Balor bị chấn thương vai hợp pháp và buộc phải từ bỏ danh hiệu hôm sau.
Tại Crown Jewel vào ngày 31 tháng 10 năm 2019, đô vật SmackDown "The Fiend" Bray Wyatt đã giành đai Universal bằng cách đánh bại Seth Rollins trong trận Đè đếm mọi nơi không thể dừng lại vì bất kỳ lý do gì, do đó đai chuyển sang SmackDown. WWE Champion sau khi chuyển sang Raw sau khi đương kim vô địch Brock Lesnar rời SmackDown ngày hôm sau, và danh hiệu này thuộc về Raw.
Tại đêm 2 WrestleMania 38 vào ngày 3 tháng 4 năm 2022, đương kim Universal Championship Roman Reigns đánh bại nhà vô địch WWE thuộc Raw là Brock Lesnar trong trận Winners Take All match, để giành cả hai chức vô địch và được coi là nhà vô địch WWE Universal đích thực. Dù WWE coi đây là trận đấu thống nhất chức vô địch, nhưng Reigns vẫn giữ song song hai đai vô địch thay vì một đai duy nhất.

## Lịch sử chỉ định thương hiệu
Dưới đây là danh sách ngày thay đổi WWE Universal Championship giữa thương hiệu Raw và SmackDown.
| Ngày chuyển tiếp     | Ghi chú |
| -------------------- | --- |
| 25 tháng 7 năm 2016  | WWE Universal Championship được tạo cho Raw sau khi nhà vô địch WWE Dean Ambrose được draft sang SmackDown thông qua WWE draft 2016. Finn Bálor sau đó trở thành nhà vô địch đầu tiên khi giành đai tại SummerSlam vào ngày 21 tháng 8.                 |
| 31 tháng 10 năm 2019 | Chức vô địch toàn cầu chuyển đến đến SmackDown sau khi ""The Fiend" Bray Wyatt, một đô vật của thương hiệu SmackDown, đánh bại Seth Rollins trong trận đấu Falls Count Anywhere không dừng lại vì bất kỳ lý do gì tại Crown Jewel để giành đai vô địch. |

## Thiết kế đai

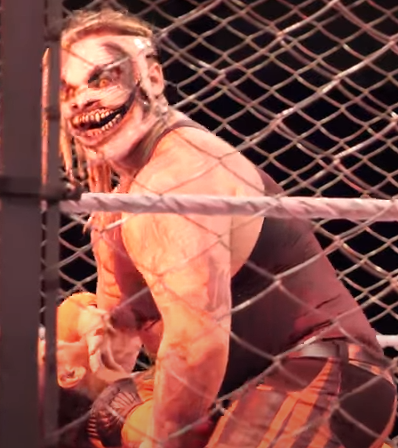
Đai Universal, còn được gọi là WWE Universal Championship, là một đai vô địch hạng nặng trong môn đô vật chuyên nghiệp được quảng bá bởi WWE. Đây là một trong những danh hiệu danh giá nhất trong làng đô vật, sánh ngang với WWE Championship.

Đai Universal có thiết kế tương tự với WWE Championship (giới thiệu năm 2014), với một vài sự khác biệt đáng chú ý. Giống như đai WWE Championship, tấm trung tâm là hình lớn nhất khắc hình logo WWE và có những viên kim cương nằm trong những tấm hình tam giác khác kích cỡ, nhưng dòng chữ "UNIVERSAL CHAMPION" nhỏ hơn nằm bên dưới logo. Tương tự, có những thanh chia tấm trung tâm với hai tấm bên. Mỗi tấm bên có phần trung tâm có thể tháo rời hoặc cố định giống WWE Championship (logo WWE trên quả cầu đỏ) có thể tùy chỉnh với logo của người giành đai. Sự khác biệt nhất là dây đeo quanh thắt lưng, màu sắc của nó thể hiện thương hiệu độc quyền hiện tại của đai. Khi chiếc đai ra mắt tại SummerSlam 2016, dây đeo có màu đỏ tượng trưng cho thương hiệu Raw và phần dưới đáy vẫn có màu đen (cơ bản là trái ngược với đai WWE Championship). Sau khi đai trở thành độc quyền cho SmackDown năm 2019, Bray Wyatt đeo một biến thể đai: dây đeo có màu xanh và phần đáy đổi từ đen sang đỏ.
Ngoài phiên bản SmackDown, Wyatt cũng giới thiệu một phiên bản khác dành cho nhân vật "The Fiend" của anh ta trong SmackDown ngày 29 tháng 11. Vành đai thể hiện chân dung The Fiend ở vị trí trung tâm. Các cụm từ "Hurt" và "Heal" viết bằng màu đỏ trên dải đen ở vị trí các tấm bên trong khi dây đeo là đỏ và đen và được gim chặt bởi sợi chỉ đỏ. Cụm từ "Let Me In" cũng xuất hiện; xa xa bên trái dây đeo có chữ "LET" màu đỏ, "ME" được thể hiện trên khuân mặt The Fiend ở giữa và "IN" màu đỏ bên phải. Wyatt sử dụng cả hai phiên bản; nhân vật dẫn chương trình Firefly Fun House vui vẻ giữ đai xanh tiêu chuẩn và nhân vật "The Fiend" độc ác giữ đai còn lại.

### Tiếp nhận
Thiết kế đai nhận được phản ứng tiêu cực từ phía khán giả.

## Lịch sử danh hiệu

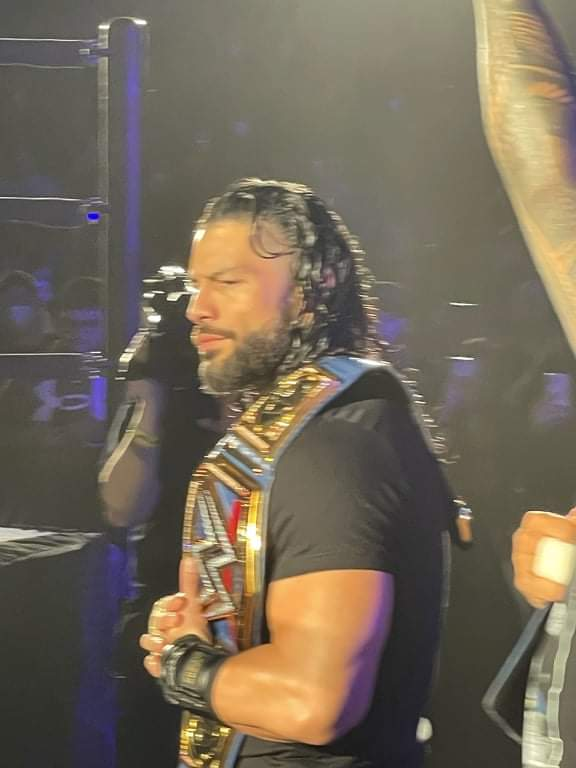
Đương kim vô địch hai lần và hiện tại Roman Reigns, đang cầm đai Toàn cầu phiên bản SmackDown; lần thứ hai anh giành đai cũng là lần vô địch đai này lâu nhất với 652+ ngày và anh cũng giữ kỷ lục có tổng số ngày giữ đai lâu nhất lên đến 716+ ngày.

Tính đến nay, đã có mười bốn lần giữ đai giữa tám nhà vô địch và hai lần bỏ trống. Finn Balor là nhà vô địch đầu tiên. Brock Lesnar giữ đai nhiều nhất với ba lần. Lần thứ hai Reigns vô địch đai là lần giữ đai lâu nhất với 652+ ngày, còn Bálor là nhà vô địch ngắn nhất với 22 giờ do anh bị chấn thương vai nên buộc phải bỏ trống đai trong chiến thắng sau đó. Reigns cũng giữ kỷ lục có tổng số ngày giữ đai lâu nhất với 716+ ngày. Kevin Owens là nhà vô địch trẻ tuổi nhất từng giành đai ở 32 tuổi, 114 ngày trong khi Goldberg là nhà vô địch lớn tuổi nhất khi anh giành chiến thắng ở tuổi 53.
Roman Reigns là nhà vô địch hiện tại, đây là lần thứ hai anh giữ đai. Anh thắng đai khi đánh bại cựu vô địch "The Fiend" Bray Wyatt và Braun Strowman — người bị Reigns pin, trong trận No Holds Barred ba người trong Payback vào ngày 30 tháng 8 năm 2020 ở Orlando, Florida.
| Lần      | Số lần giữ đai của nhà vô địch được liệt kê cụ thể     |
| Địa điểm | Thành phố mà nhà vô địch giành được danh hiệu          |
| Sự kiện  | Sự kiện mà nhà vô địch giành được danh hiệu            |
| †        | Chỉ sự thay đổi danh hiệu không được công nhận bởi WWE |
| +        | Chỉ người giữ đai hiện tại được thay đổi hàng ngày     |

| Thứ tự | Đô vật                 | Ngày                        | Sự kiện               | Địa điểm             | Số lần giữ đai | Số ngày giữ đai | Số ngày giữ đai được WWE công nhận | Ghi chú | Tham khảo     |
| ------ | ---------------------- | --------------------------- | --------------------- | -------------------- | -------------- | --------------- | ---------------------------------- | --- | ------------- |
| 1      | Finn Balor             | 21 tháng 8 năm 2016         | SummerSlam            | Brooklyn, New York   | 1              | 1               | 1                                  | Danh hiệu được tạo ra cho Raw sau khi WWE Championship trở thành độc quyền của SmackDown trong suốt WWE Draft 2016. Bálor đánh bại Seth Rollins trong trận đấu chỉ duy nhất thắng bằng đè đếm hoặc đòn khóa và trở thành nhà vô địch đầu tiên.                                           | [ 13 ]        |
| —      | Bỏ trống               | 22 tháng 8 năm 2016         | Raw                   | Brooklyn, New York   | –              | –               | –                                  | Finn Balor bị buộc bỏ lại danh hiệu do chấn thương vai trong trận đấu tại SummerSlam. | [ 14 ] [ 15 ] |
| 2      | Kevin Owens            | 29 tháng 8 năm 2016         | Raw                   | Houston, Texas       | 1              | 188             | 188                                | Đây là trận đấu elimination bốn người cho đai bị bỏ trống. Owens đánh bại Seth Rollins, Roman Reigns và Big Cass tại Raw trong trận đấu loại bốn người. WWE công nhận Owens giữ đai được 189 ngày.                                                                                       |               |
| 3      | Goldberg               | 5 tháng 3 năm 2017          | Fastlane              | Milwaukee, Wisconsin | 1              | 28              | 27                                 | |               |
| 4      | Brock Lesnar           | 2 tháng 4 năm 2017          | WrestleMania 33       | Orlando, Florida     | 1              | 504             | 503                                | |               |
| 5      | Roman Reigns           | 19 tháng 8 năm 2018         | SummerSlam            | Brooklyn, New York   | 1              | 64              | 63                                 | |               |
| —      | Bỏ trống               | 22 tháng 10 năm 2018        | Raw                   | Providence, RI       | –              | –               | –                                  | Roman Reigns buộc phải từ bỏ đai vô địch để chữa trị ung thư bạch cầu |               |
| 6      | Brock Lesnar           | 2 tháng 11 năm 2018         | WWE Crown Jewel       | Riyadh, Saudi Arabia | 2              | 156             | 156                                | Ban đầu đây là trận đấu ba người trong đó Reigns sẽ bảo vệ đai trước Lesnar và Braun Strowman. Sau khi Reigns bỏ đai vô địch, nó trở thành trận hai người giữa Lesnar và Strowman cho danh hiệu bỏ trống.                                                                                |               |
| 7      | Seth Rollins           | 7 tháng 4 năm 2019          | WrestleMania 35       | East Rutherford, NJ  | 1              | 98              | 98                                 | |               |
| 8      | Brock Lesnar           | 14 tháng 7 năm 2019         | Extreme Rules         | Philadelphia, PA     | 3              | 28              | 27                                 | Lesnar sử dụng quyền tranh đai Money in the Bank |               |
| 9      | Seth Rollins           | 11 tháng 8 năm 2019         | SummerSlam            | Toronto, Canada      | 2              | 81              | 80                                 | |               |
| 10     | "The Fiend" Bray Wyatt | 31 tháng 10 năm 2019        | Crown Jewel           | Riyadh, Saudi Arabia | 1              | 119             | 118                                | Đây là một trận đấu Falls Count Anywhere match không thể dừng lại vì bất kỳ lý do gì. Tiêu đề đã trở thành độc quyền cho thương hiệu SmackDown do vị thế của Wyatt là một đô vật SmackDown.                                                                                              |               |
| 11     | Goldberg               | 27 tháng 2 năm 2020         | Super ShowDown        | Riyadh, Saudi Arabia | 2              | 27 hoặc 28      | 37                                 | WWE công nhận triều đại của Goldberg kết thúc vào ngày 4 tháng 4 năm 2020, khi trận đấu phát sóng |               |
| 12     | Braun Strowman         | 25 hoặc 26 tháng 3 năm 2020 | Đêm 1 WrestleMania 36 | Orlando, Florida     | 1              | 151 hoặc 150    | 141                                | WrestleMania được ghi âm vào ngày 25-26 tháng 3 năm 2020, nhưng hiện tại không thể biết ngày nào trận đấu được diễn ra. WWE công nhận lần giữ đai này bắt đầu vào ngày 4 tháng 4 năm 2020, khi trận đấu được phát sóng trên truyền hình.                                                 |               |
| 13     | "The Fiend" Bray Wyatt | 23 tháng 8 năm 2020         | SummerSlam            | Orlando, Florida     | 2              | 7               | 6                                  | Đây là trận đấu Falls Count Anywhere. |               |
| 14     | Roman Reigns           | 30 tháng 8 năm 2020         | Payback               | Orlando, Florida     | 2              | 1,316           | 1,316                              | Đây là trận đấu No Holds Barred ba người bao gồm Braun Strowman, người đã bị Reigns ghim để giành chiến thắng |               |
| †      | Cody Rhodes            | 7 tháng 4 năm 2024          | WrestleMania XL Đêm 2 | Philadelphia, PA     | —              | 378             | —                                  | Đây là trận đấu Bloodline Rules mà Reigns cũng bảo vệ đai WWE Championship. Rhodes giành được danh hiệu với tư cách là thành viên của Raw và sau đó được chuyển đến SmackDown. Rhodes ban đầu được công nhận là Universal Champion cho đến WrestleMania 41 vào ngày 20 tháng 4 năm 2025. |               |
| —      | Bỏ trống               | 7 tháng 4 năm 2024          | WrestleMania XL Đêm 2 | Philadelphia, PA     | –              | –               | –                                  | Danh hiệu này chính thức bị hủy bỏ vào ngày 21 tháng 4 năm 2025, để ủng hộ WWE Championship. WWE không còn công nhận triều đại của Rhodes và coi Reigns là Nhà vô địch Universal cuối cùng và danh hiệu này sẽ bị hủy bỏ vào ngày 7 tháng 4 năm 2024.                                    |               |

## Thông tin thời gian giữ đai
| ¤  | Thời gian nhà vô địch giữ đai là không chắc chắn, do đó thời gian ngắn nhất được xem xét |
| <1 | Giữ đai không quá 1 ngày                                                                 |

| Hạng | Tên đô vật             | Số lần giữ | Số ngày giữ | Số ngày giữ được WWE công nhận |
| ---- | ---------------------- | ---------- | ----------- | ------------------------------ |
| 1    | Roman Reigns †         | 2          | 1380        | 1379                           |
| 2    | Brock Lesnar           | 3          | 688         | 686                            |
| —    | Cody Rhodes            | 1          | 378         | —                              |
| 3    | Kevin Owens            | 1          | 188         | 188                            |
| 4    | Seth Rollins           | 2          | 179         | 178                            |
| 5    | Braun Strowman         | 1          | ¤150        | 141                            |
| 6    | "The Fiend" Bray Wyatt | 2          | 126         | 125                            |
| 7    | Goldberg               | 2          | ¤55         | 64                             |
| 8    | Finn Balor             | 1          | <1          | <1                             |